# パピヨン (2017年の映画)
『パピヨン』（Papillon）は、2017年のアメリカ合衆国・セルビア・マルタ・モンテネグロの伝記映画。監督はマイケル・ノアー、出演はチャーリー・ハナムとラミ・マレックなど。
アンリ・シャリエールが1969年に発表した自伝的小説『パピヨン』とその続編『パピヨンは死なない』を原作としている。

## ストーリー
アンリ・シャリエールはパピヨンの愛称で知られる金庫破りだったが、全く無関係の殺人事件の犯人として逮捕される。パピヨンにはアリバイがあったにも拘わらず、有罪判決が下され、ギアナで強制労働に従事させられることになる。同地の労働環境は著しく劣悪なもので、脱獄者を出さないための警備も十分なものであった。
ギアナへ向かう船の中で、パピヨンは偽札職人のルイ・ドガに出会う。ルイが大金を体内に隠し持っていることを知ったパピヨンは、脱獄のための資金を得ようとルイに護衛してやると提案するが、ルイは断る。しかし、他の囚人たちがルイを殺害して金を奪い取る機会を窺っていることを知ったルイは、パピヨンに警護を頼むことにする。利害の一致で協力することになった2人だが、その関係はやがて真の友情へと変貌していく。

## キャスト
※括弧内は日本語吹替（テレビ東京版、午後のロードショーにて2022年10月4日、地上波初放送）
- アンリ・シャリエール（パピヨン）: チャーリー・ハナム（花輪英司）

パピヨンの愛称で知られる金庫破り。しかし冤罪で収監される。粗野に見えて義理堅い。
- ルイ・ドガ（英語版）: ラミ・マレック（三上哲）

偽札職人。妻がいる。優秀な頭脳に反して体力はなく、その点からパピヨンに協力を求めている。
- セリエ: ローランド・ムーラー（山中誠也）

豪勢な生活を送っている無法者。しかし、無実の罪で捕まる。
- ブレトン: トミー・フラナガン
- ネネット: イヴ・ヒューソン（桃江トウコ）
- ジュロ: マイケル・ソーチャ（英語版）

囚人。脱走したが失敗、さらに看守を一人殺害したことで公開処刑される。
- トゥーサン: イアン・ビーティー（英語版）
- バロット: ヨリック・ヴァン・ヴァーヘニンゲン

刑務所長。冷淡な性格。
- ブリオーレット副刑務所長: ニコラ・ケント

## 公開・興行収入
2017年9月7日、本作は第42回トロント国際映画祭でプレミア上映された。2018年5月22日、本作のオフィシャル・トレイラーが公開された。8月24日、本作は全米544館で封切られ、公開初週末に109万ドルを稼ぎ出し、週末興行収入ランキング初登場16位となった。

## 評価
本作に対する批評家からの評価は平凡なものに留まっている。映画批評集積サイトのRotten Tomatoesには108件のレビューがあり、批評家支持率は52%、平均点は10点満点で5.78点となっている。サイト側による批評家の見解の要約は「『パピヨン』は数十年前に映像化された物語に見事な捻りを加えており、俳優たちの演技も上手い。しかし、観客から1973年版の記憶を消せるだけの作品にはなっていない。」となっている。また、Metacriticには31件のレビューがあり、加重平均値は51/100となっている。